# فراناندو گریخالبا
فراناندو گریخالبا (اسپانیایی: Fernando Grijalba‎؛ زادهٔ ۱۴ ژانویهٔ ۱۹۹۱) دوچرخه‌سوار اهل اسپانیا است.
از باشگاه‌هایی که در آن رکاب زده‌است می‌توان به کاخا رورال-سگوروس رخا اشاره کرد.